# Transports dans l'Antiquité
 (février 2019).
Si vous disposez d'ouvrages ou d'articles de référence ou si vous connaissez des sites web de qualité traitant du thème abordé ici, merci de compléter l'article en donnant les références utiles à sa vérifiabilité et en les liant à la section « Notes et références ».
Les transports dans l'Antiquité couvrent l'ensemble des modalités de transports qui étaient disponibles et utilisés dans l'Antiquité, notamment par les Romains.
À l'époque romaine, le transport se faisait soit par voie terrestre, soit par voie navigable.

## Transport de l'eau

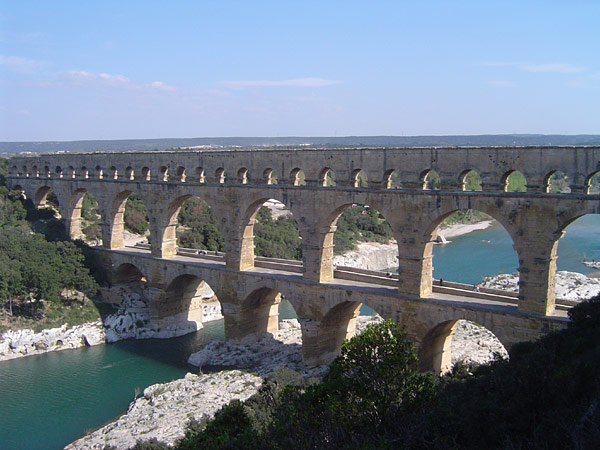
Pont du Gard, vue générale du pont-aqueduc

L'eau pouvait être transportée par des aqueducs. La plupart n"étaient pas très longs,mais certains pouvaient atteindre plusieurs dizaines de kilomètres.

## Transport par moyen aquatique
Le transport sur eau pouvait se réaliser par la mer ou sur des fleuves ou rivières navigables.

### Transport maritime
Avant la première guerre punique, la marine romaine est insignifiante. La marine romaine n'est pas d'inspiration grecque, c'est la menace de la flotte carthaginoise équipée de quinquérèmes qui a poussé les Romains à copier ceux-ci pour les combattre. La tradition raconte qu'ils y sont parvenus grâce à l'aide des Grecs (socii) installés dans le sud de l'Italie. Rome préféra les trirèmes. En 261 av. J.-C, les Romains réussirent à en construire cent en deux mois.

### Transport fluvial

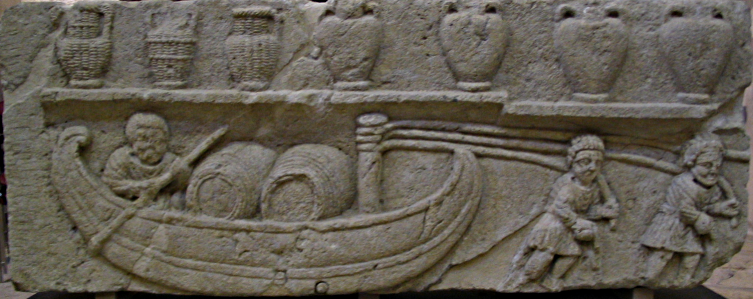
Les nautes arlésiens transportant du vin sur la Durance

Le flottage du bois ou la drave, (au Canada) est l'une des plus anciennes méthodes de transport sur de longues distances.
Du Moyen Âge jusqu’à la fin du XIXe siècle, en Europe occidentale, le flottage est le mode de transport le plus courant et le moins onéreux pour le bois.

### Ports antiques

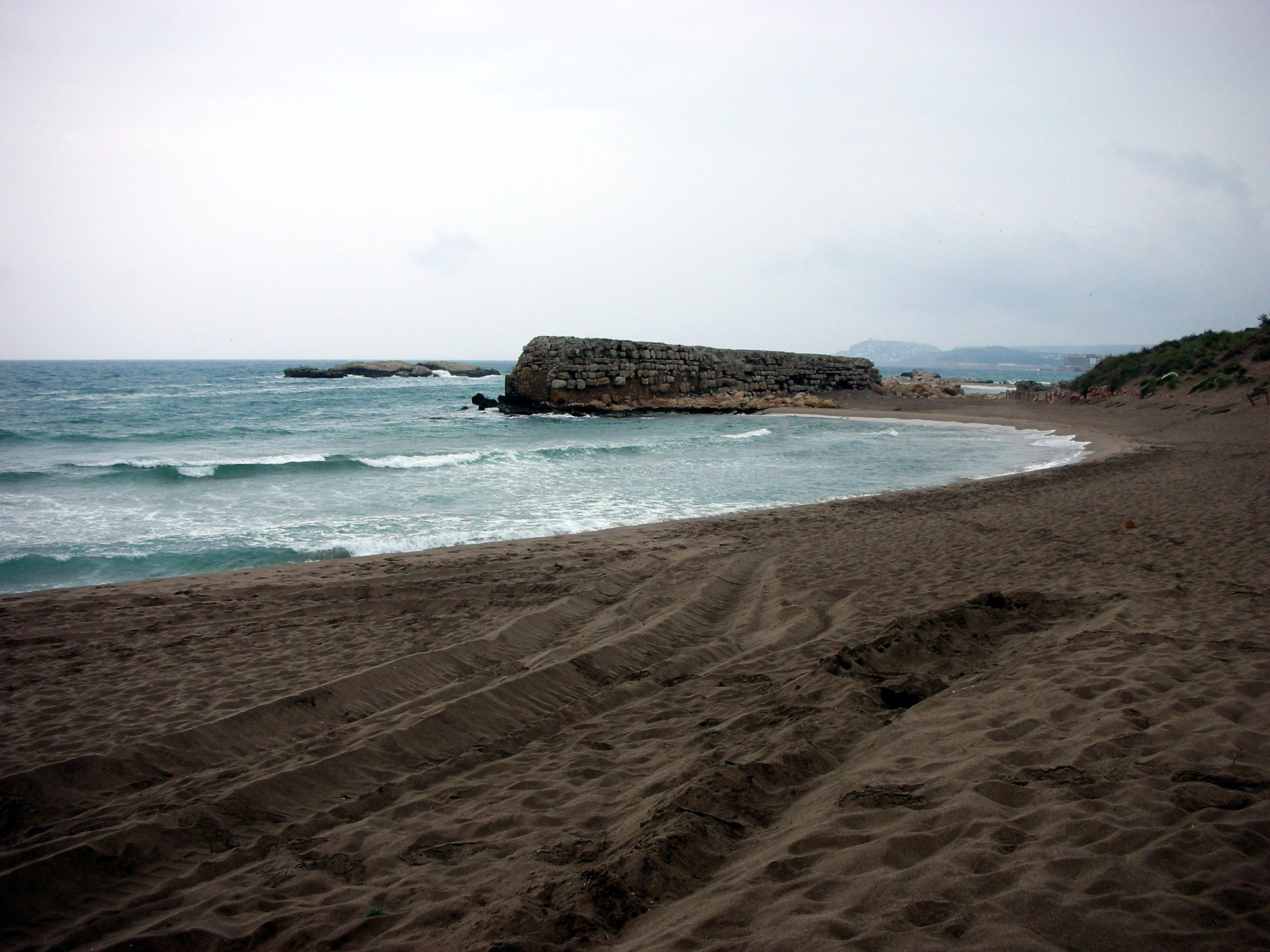
Môle du port antique ensablé

Les ports antiques sont les premières installations portuaires apparues avec le développement de la marine. Ils sont attestés chez les Grecs et les Romains, mais aussi chez les Puniques, chez les Minoens, en Égypte ancienne...
Les ports fluviaux doivent répondre à deux impératifs : abriter les bateaux des dangers naturels des rivières (crues, embâcles) et offrir de bonnes dispositions pour le transit des marchandises.

### Phares antiques

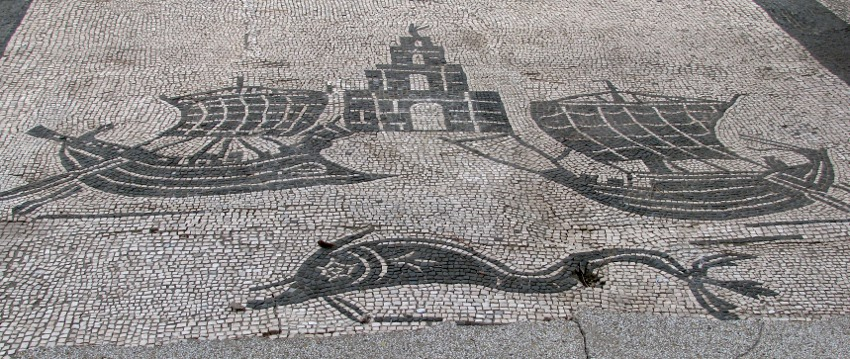
Voiliers de commerce et phare antique : mosaïque de la place des Corporations, Ostie

Les phares antiques sont les premières signalisations maritimes à feux apparues avec le développement de la marine. Ils sont attestés chez les Grecs  et les Romains, et peut-être déjà chez les Puniques, voire les Minoens.

## Réseaux routiers

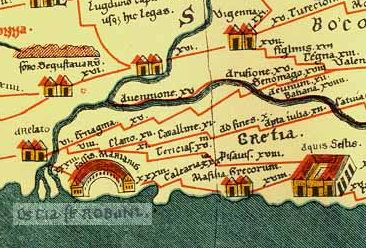
Table de Peutinger : région d'Arles, Fos-sur-Mer, Marseille, Aix-en-Provence.

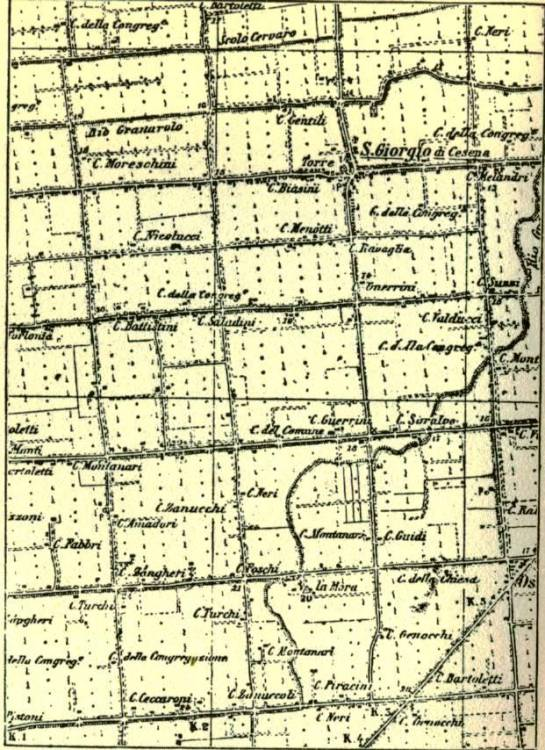
La centuriation en Italie au XVIe siècle

Le terme centuriation indique un système de morcellement du territoire, typique du procédé de mise en culture que la civilisation romaine appliquait dans les régions sous sa domination. Aux phases de déboisement et de bonification, si nécessaire, succédait un processus de répartition des terrains en grands quadrilatères d’environ 700 m de côté, délimité par des voies d’accès le plus souvent parallèles à de grands fossés de drainage.
Un des exemples de centuriation romaine les mieux conservés d’Europe est celui de la région de Cesena.

### Voies romaines
Les voies romaines sont les voies du réseau routier créé par les Romains. Souvent en ligne droite, elles permettaient de parcourir plus rapidement qu'avant l’ensemble de l’Empire à partir de l’Urbs, Rome.
Elles reliaient entre elles les cités de tous les points de l’Italie puis de l’Empire avec les centres de décision politiques ou économiques. Elles permettaient des déplacements plutôt aisés pour l'époque, que ce soit pour l'usage des troupes en campagne ou les marchands et courriers. Elles permirent l’expansion économique de l’Empire puis sa fin en facilitant les grandes invasions.

### Croisements urbains
Le mot « carrefour » vient du bas latin quadrifurcus, qui a quatre fourches ou divisions, lui-même venant de quadri, quatre, et furca, fourche.
Les Romains réalisaient déjà des carrefours où les axes étaient perpendiculaires. Par exemple lorsqu'il existait un Decumanus et un Cardo maximus.
Des monuments marquaient parfois ces croisements.

### Bornes milliaires

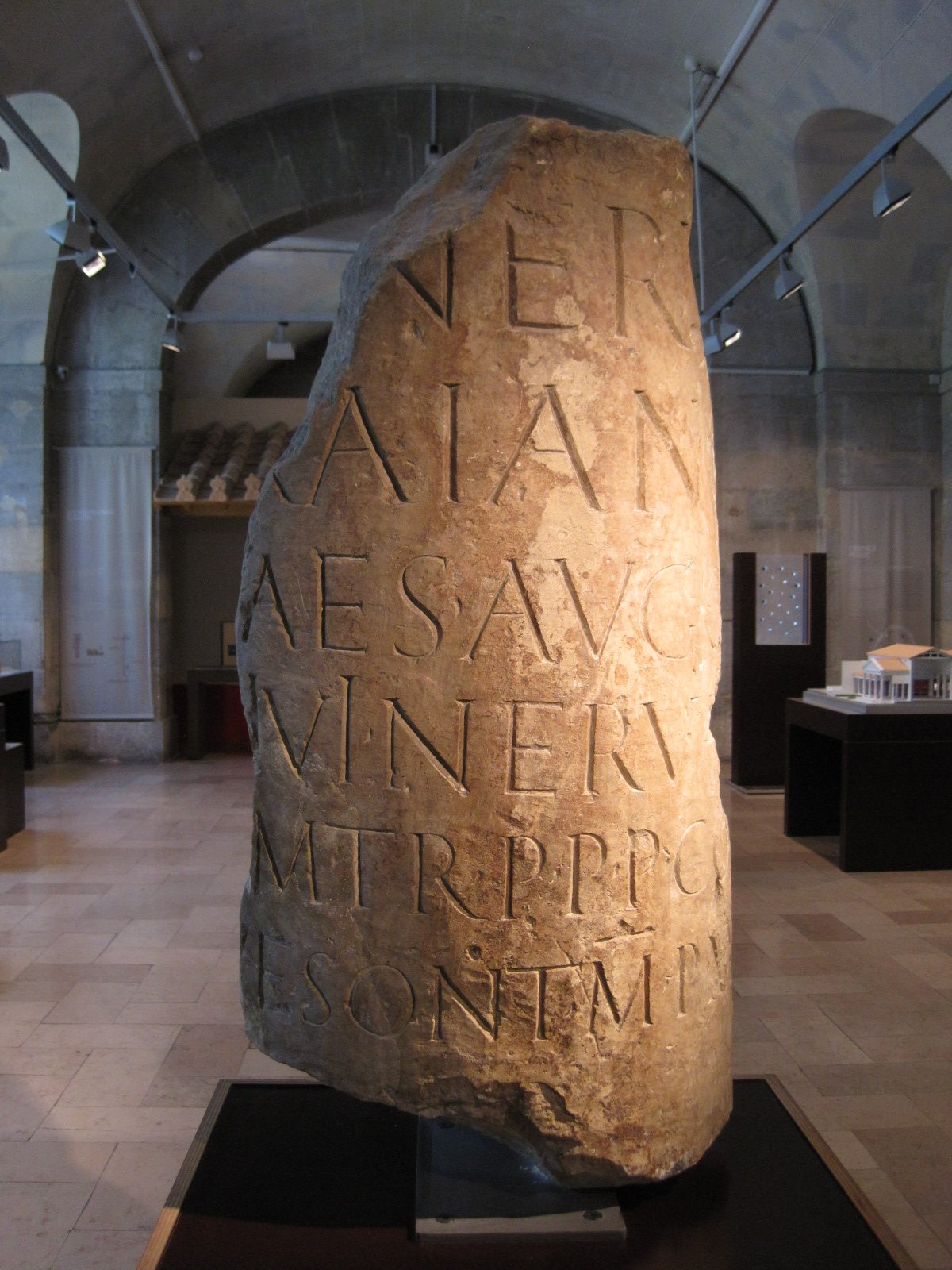
Fragment de borne milliaire avec mention de la distance à Vesontio (Besançon), sous l’empereur romain Trajan (98-117) (musée des beaux-arts et d'archéologie de Besançon) - réf. =

Dans la Rome antique, les bornes milliaires (en latin miliaria au plur., milliarium au sing.) étaient des bornes routières en pierre généralement en forme de colonne portant une inscription et destinées à marquer les distances sur le tracé des principales voies romaines d'Italie et des provinces romaines. Comme leur nom l'indique, les distances étaient mesurées en milles romains, soit environ 1 460 mètres. Toutefois dans les provinces gauloises les distances peuvent parfois être exprimées en lieues ; on parle alors de borne leugaire.

## Traction animale
L'utilisation de l'énergie animale ne s'est pas faite en même temps que sa domestication. On estime que l'homme a commencé à atteler des bovins à des araires ou des véhicules à roues durant le IVe millénaire av. J.-C. Ces techniques inventées dans l'ancien croissant fertile ou en Ukraine ont par la suite connu un développement mondial.

## Législation
Les Romains avaient également développé des législations et des normes en matière de transport.

### Péages/octrois
Les portoria (pluriel latin de portorium, dérivé de portus, port) sont dans la Rome antique les perceptions faites au titre des droits de port, des droits de douane ou de péage.